# Offranville
Offranville és un municipi francès situat al departament del Sena Marítim i a la regió de Normandia. L'any 2007 tenia 3.323 habitants.

## Demografia

### Població
El 2007 la població de fet d'Offranville era de 3.323 persones. Hi havia 1.334 famílies de les quals 342 eren unipersonals (124 homes vivint sols i 218 dones vivint soles), 470 parelles sense fills, 442 parelles amb fills i 80 famílies monoparentals amb fills.
La població ha evolucionat segons el següent gràfic:
Habitants censats

### Habitatges
El 2007 hi havia 1.440 habitatges, 1.346 eren l'habitatge principal de la família, 36 eren segones residències i 57 estaven desocupats. 1.163 eren cases i 269 eren apartaments. Dels 1.346 habitatges principals, 822 estaven ocupats pels seus propietaris, 498 estaven llogats i ocupats pels llogaters i 26 estaven cedits a títol gratuït; 49 tenien una cambra, 68 en tenien dues, 212 en tenien tres, 377 en tenien quatre i 640 en tenien cinc o més. 1.005 habitatges disposaven pel capbaix d'una plaça de pàrquing. A 635 habitatges hi havia un automòbil i a 527 n'hi havia dos o més.

### Piràmide de població
La piràmide de població per edats i sexe el 2009 era:
| Homes | Edats   | Dones |
| ----- | ------- | ----- |
| 0     | 95 o +  | 0     |
| 0     | 90 a 94 | 4     |
| 8     | 85 a 89 | 32    |
| 8     | 80 a 84 | 32    |
| 60    | 75 a 79 | 56    |
| 48    | 70 a 74 | 60    |
| 60    | 65 a 69 | 88    |
| 100   | 60 a 64 | 88    |
| 84    | 55 a 59 | 76    |
| 124   | 50 a 54 | 152   |
| 124   | 45 a 49 | 152   |
| 152   | 40 a 44 | 92    |
| 112   | 35 a 39 | 152   |
| 168   | 30 a 34 | 180   |
| 112   | 25 a 29 | 64    |
| 76    | 20 a 24 | 52    |
| 148   | 15 a 19 | 76    |
| 144   | 10 a 14 | 120   |
| 144   | 5 a 9   | 136   |
| 100   | 0 a 4   | 104   |

## Economia
El 2007 la població en edat de treballar era de 2.177 persones, 1.494 eren actives i 683 eren inactives. De les 1.494 persones actives 1.368 estaven ocupades (748 homes i 620 dones) i 125 estaven aturades (49 homes i 76 dones). De les 683 persones inactives 194 estaven jubilades, 278 estaven estudiant i 211 estaven classificades com a «altres inactius».

### Ingressos
El 2009 a Offranville hi havia 1.348 unitats fiscals que integraven 3.368 persones, la mediana anual d'ingressos fiscals per persona era de 19.012 €.

### Activitats econòmiques
Dels 123 establiments que hi havia el 2007, 5 eren d'empreses alimentàries, 3 d'empreses de fabricació de material elèctric, 1 d'una empresa de fabricació d'elements pel transport, 7 d'empreses de fabricació d'altres productes industrials, 9 d'empreses de construcció, 32 d'empreses de comerç i reparació d'automòbils, 5 d'empreses de transport, 5 d'empreses d'hostatgeria i restauració, 3 d'empreses d'informació i comunicació, 10 d'empreses financeres, 5 d'empreses immobiliàries, 13 d'empreses de serveis, 12 d'entitats de l'administració pública i 13 d'empreses classificades com a «altres activitats de serveis».
Dels 29 establiments de servei als particulars que hi havia el 2009, 1 era una oficina d'administració d'Hisenda pública, 1 gendarmeria, 1 oficina de correu, 4 oficines bancàries, 1 funerària, 1 taller de reparació d'automòbils i de material agrícola, 1 autoescola, 1 paleta, 2 guixaires pintors, 1 fusteria, 2 lampisteries, 1 electricista, 5 perruqueries, 1 veterinari, 2 restaurants, 1 agència immobiliària i 3 salons de bellesa.
Dels 15 establiments comercials que hi havia el 2009, 1 era un hipermercat, 1 una gran superfície de material de bricolatge, 3 fleques, 2 carnisseries, 1 una botiga de congelats, 1 una peixateria, 1 una llibreria, 1 una botiga d'equipament de la llar, 2 botigues de material esportiu, 1 una botiga de material de revestiment de parets i terra i 1 una joieria.
L'any 2000 a Offranville hi havia 24 explotacions agrícoles que ocupaven un total de 1.312 hectàrees.

## Equipaments sanitaris i escolars
El 2009 hi havia 1 farmàcia i 1 ambulància.
El 2009 hi havia 1 escola maternal i 1 escola elemental. A Offranville hi havia 1 col·legi d'educació secundària i 1 liceu tecnològic. Als col·legis d'educació secundària hi havia 647 alumnes i als liceus tecnològics 513.

## Poblacions més properes
El següent diagrama mostra les poblacions més properes.